# Reclesne
Reclesne é uma comuna francesa na região administrativa de Borgonha-Franco-Condado, no departamento Saône-et-Loire. Estende-se por uma área de 20,92 km². Em 2010 a comuna tinha 328 habitantes (densidade: 15,7 hab./km²).